# Adela Pankhurst

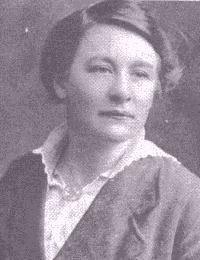
Adela Pankhurst (um 1921)

Adela Constantia Mary Pankhurst Walsh (* 19. Juni 1885 in Manchester, Großbritannien; † 23. Mai 1961 in Wahroonga, Australien) war eine britisch-australische Suffragette, Politikorganisatorin und Mitbegründerin der Communist Party of Australia und der faschistoiden Australia First Movement.

## Leben
Adela Pankhurst wurde in eine politische Familie hinein geboren, ihr Vater war Richard Pankhurst, ein Sozialist, der für das britische Parlament kandidierte und ihre Mutter Emmeline Pankhurst und ihre Schwestern Sylvia und Christabel waren führend in der britischen Suffragetten-Bewegung. Adela wurde am Studley Horticultural College in Warwickshire und an der Manchester High School for Girls ausgebildet. Als Teenager war Adela in der militanten Women’s Social and Political Union aktiv, die ihre Mutter und ihre Schwestern gegründet hatten.
Adela Pankhurst emigrierte mit ihrer Familie 1914 nach Australien und während des Ersten Weltkriegs war sie eine angestellte Organisatorin der Women’s Peace Army in Melbourne mit Vida Goldstein. Adela Pankhurst schrieb das Buch Put Up the Sword und nahm an öffentlichen Veranstaltungen gegen den Krieg und australische Wehrpflicht teil.
Sie heiratete Tom Walsh, einen Seemann und Gewerkschafter der Federated Seamen's Union of Australasia im Jahr 1917. 1920 war Adela Pankhurst Mitbegründerin der Communist Party of Australia, von der sie sich später abwandte und sie gründete 1928 die antikommunistische Australian Women’s Guild of Empire. 1941 wurde Adela Gründungsmitglied der rechten und nationalistischen Australia First Movement. Als sie Japan 1939 aufsuchte, wurde sie verhaftet und bis 1942 für ihren politischen Einsatz für Frieden mit Japan interniert.
Sie beendete ihr öffentliches Engagement, als ihr Mann 1943 starb, mit dem sie einen Sohn und drei Töchter hatte.
Nachdem sie 1961 im Krankenhaus von Wahroonga gestorben war, wurde sie bei einer katholischen Beerdigung neben ihrem Mann beigesetzt.